# Hermann Haack

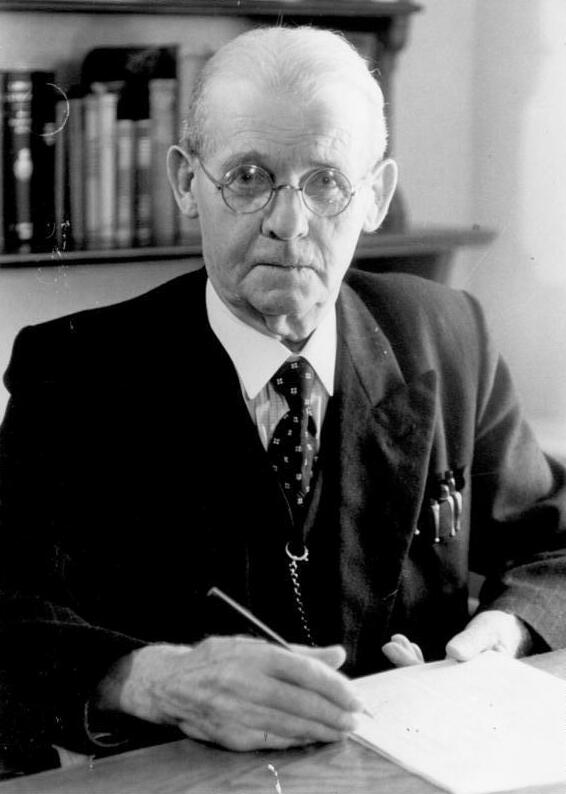
Hermann Haack (1957)

Hermann Haack (ur. 29 grudnia 1872 w Friedrichswerth, zm. 22 lutego 1966 w Gocie) – niemiecki kartograf.
Hermann Haack miał skromne pochodzenie, co uniemożliwiało mu podjęcie nauki. Przez przypadek poznał Bernharda Perthesa, który wspierał go finansowo i tym samym umożliwił mu studia w Halle. Na wiosnę 1893 rozpoczął studia z geografii i kartografii.
W 1903 roku założył czasopismo „Der geographische Anzeiger”.